# Rydberg-Zustand
Ein Rydberg-Zustand (nach dem schwedischen Physiker Johannes Rydberg) ist ein angeregter Zustand eines Atoms, Ions oder Moleküls, bei dem das äußerste Elektron wesentlich weiter vom Zentrum entfernt ist als im Grundzustand. Ein Atom in solchem Zustand wird als Rydberg-Atom bezeichnet und ist schon im einfachsten quantenmechanischen Ansatz für das Wasserstoffproblem gut beschrieben.
In Übereinstimmung mit dem Korrespondenzprinzip geht bei großen Quantenzahlen die quantenmechanische Beschreibung des Rydberg-Atoms in die klassische Beschreibung über. Tatsächlich kann das Elektron hier in guter Näherung als klassisches Teilchen behandelt werden, wie es beim Bohrschen Atommodell oder beim Bohr-Sommerfeldschen Atommodell zugrunde gelegt wird.
Aufgrund ihrer im Vergleich zu gewöhnlichen Atomen großen Ausdehnung und großen Anzahl an eng benachbarten oder (fast) entarteten Energieniveaus reagieren Rydberg-Atome besonders empfindlich auf elektrische und magnetische Felder. So zeigt ein Rydberg-Atom, das durch einen verspiegelten Hohlraum hindurchfliegt, in dem ein einziges Photon gefangen ist, Veränderungen seiner Wellenfunktion. Damit kann z. B. die Anwesenheit des Photons nachgewiesen werden, ohne es weiter zu beeinflussen (sog. quantum non demolition-Messung). Für die Entwicklung von darauf basierenden experimentellen Methoden von sonst unerreichter Empfindlichkeit und Genauigkeit erhielten Serge Haroche und David Wineland den Nobelpreis für Physik 2012.

## Kennzeichen
Vom Rydberg-Zustand spricht man, wenn ein Atom oder Molekül so angeregt ist, dass ein Elektron eine Hauptquantenzahl {\displaystyle n} hat, die weit über dem bei Atomen im Grundzustand vorkommenden Maximalwert {\displaystyle n{\mathord {=}}7} liegt. Hat das Elektron auch einen entsprechend hohen Drehimpuls (maximale Drehimpulsquantenzahl {\displaystyle l{\mathord {=}}n{\mathord {-}}1}), ist seine Aufenthaltswahrscheinlichkeit in der Nähe des Kerns und gegebenenfalls der anderen Elektronen des Atoms sehr gering, so dass diese zusammen sehr genau wie eine einzige Punktladung wirken und weitere Feinheiten der Wechselwirkungen mit dem Kern und den anderen Elektronen eine sehr geringe Rolle spielen. Daher entsprechen Rydberg-Zustände aller Atomarten sehr genau den einfachen Verhältnissen beim Wasserstoffatom. Insbesondere ist die Energie (bei insgesamt neutralen Atomen) gut durch {\displaystyle E_{n}{\mathord {=}}-{\tfrac {13,6\,\mathrm {eV} }{n^{2}}}} gegeben und bei großen Werten des Bahndrehimpulses hinsichtlich {\displaystyle l} entartet.
Die Energie eines Elektrons in einem Rydbergzustand liegt nur unwesentlich unter dem Vakuumniveau und ist damit wesentlich höher als die Energie von weiter innen liegenden Elektronen, die eine größere Bindungsenergie haben. Das bedeutet aber auch, dass das entsprechende Elektron sehr einfach vom Atom getrennt (ionisiert) werden kann.
Diese hochliegenden Energieniveaus können durch Anregung, z. B. durch Strahlung passender Wellenlänge, besetzt werden. Rydberg-Zustände können aber auch entstehen, wenn ein Ion ein Elektron einfängt, beispielsweise, wenn das Ion nahe an eine Oberfläche kommt und ein Elektron von dort auf das Ion übertritt.
Beim Rydberg-Zustand eines Moleküls ist das äußerste Elektron in einem Molekülorbital, welches aus Atomorbitalen aufgebaut ist, die nicht zur Valenzschale des Moleküls gehören.

## Größenverhältnisse
Bei Elektronen in weit vom Kern entfernten Rydbergzuständen können viele Eigenschaften durch die klassische Physik oder im Bohrschen Atommodell beschrieben werden. Daher gilt für den Abstand Proton-Elektron bei einem Rydberg-Wasserstoffatom:
{\displaystyle r_{n}=n^{2}\cdot a_{0}=n^{2}\cdot {\frac {4\pi \varepsilon _{0}\hbar ^{2}}{m_{e}e^{2}}}=n^{2}\cdot 52{,}9\cdot 10^{-12}\,\mathrm {m} }
mit dem Bohrschen Atomradius {\displaystyle a_{0}}.
Dadurch werden Rydbergatome sehr groß, z. B. für {\displaystyle n=100}:
{\displaystyle r_{100}=10^{4}\cdot a_{0}=0{,}529\cdot 10^{-6}\,\mathrm {m} .}
Die größten erreichten Quantenzahlen liegen bei {\displaystyle n\approx 500} mit Atomdurchmessern von etwa 25 Mikrometer.

## Bindungsenergien
Je weiter das Elektron vom Proton entfernt ist, desto schwächer ist es gebunden bzw. desto kleiner ist die notwendige Ablöseenergie {\displaystyle E_{n}}:
{\displaystyle E_{n}=-\,{\frac {E_{R}}{n^{2}}}=-\,{\frac {13{,}6\ \mathrm {eV} }{n^{2}}}}
mit der Rydberg-Energie {\displaystyle E_{R}.}
Daraus folgt, dass bei {\displaystyle n=100} bereits thermische Energien ausreichen, um das Elektron endgültig abzutrennen. (Die Boltzmann-Konstante beträgt 86 μeV/K. E100 entspricht mit 1,36 meV demnach einer Temperatur von 16 K.) Aus diesem Grund kann man so hoch angeregte Atome nur im Hochvakuum herstellen und „aufbewahren“. Sie entstehen auf natürliche Weise in den obersten Schichten der Atmosphäre der Erde oder der von Sternen.

## Verweildauer
Rydbergatome sind klassische Beispiele für eine Besetzungsinversion, weil die meisten oder sogar alle tieferen Zustände leer sind. Jedoch kann die Lebensdauer dieses Zustands groß sein, wenn es keine Zusammenstöße mit anderen Atomen gibt und der Bahndrehimpuls des Elektrons {\displaystyle l{\mathord {=}}n{\mathord {-}}1} maximal ist. Das Elektron kann seine Bahndrehimpulsquantenzahl durch Emission eines Photons nur um 1 verkleinern und muss daher auf die nächsttiefere Schale mit der Quantenzahl {\displaystyle n{\mathord {-}}1} springen. Der Energieunterschied {\displaystyle E_{n-1}-E_{n}} ist aber so gering, dass ein extrem langwelliges Photon erzeugt werden müsste, was stark behindert ist. Daher wurden die Spektrallinien von Rydbergatomen zuerst in stark verdünnten Sternatmosphären oder interstellaren Gasen entdeckt, wo die Atome während einer genügend langen Zeitdauer nicht mit einem anderen Atom zusammenstoßen.

## Beispiel
Im Wasserstoffatom ist die 1s-Schale die Valenzschale. Für das H2-Molekül lassen sich aus den 1s-Atomorbitalen der beiden Atome die Molekülorbitale {\displaystyle \sigma } und {\displaystyle \sigma *} konstruieren. Jedoch lassen sich auch aus den im Atom unbesetzten 2s-, 2p-, 3s-, ...-Atomorbitalen
derartige Molekülorbitale aufbauen, die dann als Rydberg-Zustände bezeichnet werden.
Als zirkuläre Rydberg-Atome (circular Rydberg Atom) werden Rydberg-Atome (Hauptquantenzahl {\displaystyle n\geq 10}) mit maximalem Wert des Bahndrehimpulses {\displaystyle l} und maximalem Wert {\displaystyle m} von dessen Projektion auf eine Quantisierungsachse (magnetische Quantenzahl) genannt. Die Atome sind quasiklassisch, die Wellenfunktion hat die Form eines dünnen Torus auf der klassischen Kreisbahn der Bohrschen Atomtheorie mit Radius {\displaystyle a_{0}n^{2}} (mit dem Bohrradius {\displaystyle a_{0}}).